# Itay Ben Tov
Itay Shalev Ben Tov (* 24. Juli 1994) ist ein israelischer Eishockeyspieler, der seit 2018 für Maccabi Metulla in der israelischen Eishockeyliga spielt.

## Karriere
Itay Shalev Ben Tov begann seine Karriere bei Monfort Ma’alot, für das er als 15-Jähriger in der israelischen Eishockeyliga debütierte. 2010 gewann er mit dem Team aus den Bergen Obergaliläas den israelischen Meistertitel. 2018 wechselte er zum Ligakonkurrenten Maccabi Metulla.

### International
Im Juniorenbereich spielte Ben Tov für Israel bei den U18-Weltmeisterschaften 2010 und 2011 in der Division III.
Für die Herren-Nationalmannschaft nahm Ben Tov in der Division II an den Weltmeisterschaften 2014, 2015, 2016, 2017, 2018 und 2019 teil. Zudem vertrat er seine Farben bei den Olympiaqualifikationsturnieren für die Winterspiele in Pyeongchang 2018 und in Peking 2022.

## Erfolge und Auszeichnungen
- 2010 Israelischer Meister mit Monfort Ma’alot
- 2019 Aufstieg in die Division II, Gruppe A bei der Weltmeisterschaft der Division II, Gruppe B